# محمد بن الحبيب
محمد بن الحبيب بن الصديق الأمغاري الحسني الفيلالي، الإدريسي، المالكي، الشاذلي (1292 هـ/ 1876م -1391هـ/ 1972) مدرس إسلامي ومؤلف وشاعر وشيخ الطريقة الدرقاوية - الشاذلية في المغرب. من ذرية الشيخ علي بن حساين أمير قصر أولاد يوسف بتافلالت، وهو من ذرية الشيخ مولاي عبد الله بن حسين من تمصلوحت بمراكش، طلب العلم بفاس وسكن بها مدة، ثم انتقل إلى مدينة مكناس، توفي وهو في طريقه الى الحج عام 1391 هـ/ 1972م، ودفن في زاويته في مكناس.

## حياته ودراسته
هو محمد بن الحبيب بن علي بن حساين الأمغاري الإدريسي، الشاذلي، مؤسس الطريقة الدرقاوية - الشاذلية، ولد بمدينة فاس عام 1876م، هاجر والده من مراكش إلى فاس وإستقرّ فيها، والذي يرجع نسبه الى المدينة المنورة، حفظ القرآن في صغره، على يد ابن الهاشمي الصنهاجي، وتعلم الآداب والعلوم الاسلامية في جامع القرويين، ثم ألقى دروساً علمية في جامع قصبة النوار، ثم انتقل بعدها للتعليم في جامع القرويين، درس الآجرومية لأبي عبد الله الصنهاجي، والشمائل المحمدية للترمذي، والمرشد المعين، وصحيح البخاري، والحكم العطائية؛ وشرح تحفة الأحكام للتاودي، وكان ممن حضره دروسه علال الفاسي، ومحمد المختار السوسي، والذي قال عن أخيه في كتابه المعسول، ان أخاه كان مستواه غير جيد في اللغة وعلومها، فتتلمذ على ايدي محمد بن الحبيب، وأصبح لا يجارى في تلك العلوم حتى قال: "وقد ظهرت عليه بعد ذلك علامات النبوغ والنباهة". وقال عنه المؤرخ عبد السلام ابن سودة في كتابه: "حضرت في أول الطلب بعض دروسه التي كان يلقيها بمسجد قصبة الأنوار بدرب باب المحروق بطالعة خاصة حيث كان مستوطنا بها وهي دروس في علم التفسير". رحل الى مكة لإداء فريضة الحج، وبعد اكماله مناسك الحج، سافر إلى دمشق وإجتمع مع علمائها ومنهم الشيخ توفيق بن أبي الخير الأيوبي، وبدر الدين الدمشقي، ترك الشام واتجه صوب مصر ليلتقي بالشيخ بخيت المطيعي، والسمالوطي، وبعد عودته الى المغرب ترك مدينة فاس وإستقرّ بمكناس، وبنى بها زاويته الكبرى وعمّرها، وساهم في إحياء النهضة العلمية بالبلاد، وكان سبباً في تأسيس معهد علمي بمكناس، ثم شرع في تدريس العلم بجامع الزيتون بمكناس، وفي عام 1972 خرج قاصداً بيت الله الحرام، وفي طريقه توفي مدينة البليدة في الجزائر في 23 ذو القعدة 1391 هـ، ودفن في زاويته، ثم نقل جثمانه الى مدينة مكناس بعد 20 عاماً من وفاته.

## تلاميذه
- علال الفاسي
- محمد المختار السوسي
- محمد الغازي
- محمد بن قدور
- عبد القادر الصقلي
- إدريس بن علي
- الصديق الفاسي
- عبد القادر الصوفي (Ian Dallas)
- عبدالحق بيولي(AbdalHaq Bewley)

## شعره
له ديوان مطبوع بعنوان "ديوان بغية المريدين السائرين وتحفة السالكين العارفين"، وله قصائد عديدة منها:
- تائِيَّةُ الوِرْدِ الشَّرِيفِ، وعدد أبياتها 38.
- التائية الكُبرى، عدد ابياتها 67.
- التائية الوسطى، عدد ابياتها 41.
- التائية الصغرى، عدد ابياتها 28.
- رجز عقائد التوحيد، عدد ابياتها 29.
- رجز بُراقِ الطريق، عدد ابياتها 48.
- رجز خوارق الطريق، عدد ابياتها 58.